# Tampa Bay Buccaneers 2003
La stagione 2003 dei Tampa Bay Buccaneers è stata la 28ª della franchigia nella National Football League. La squadra veniva dalla prima vittoria del Super Bowl della sua storia ma, malgrado le alte aspettative, diverse sconfitte dell'ultimo periodo portarono a tensioni nello spogliatoio e nella dirigenza. I Buccaneers terminarono con un record di 7–9, mancando i playoff per la prima volta dal 1998. Assieme agli Oakland Raiders che terminarono con un record di 4-12, entrambe le partecipanti al Super Bowl dell'anno precedente non raggiunsero i playoff.

## Calendario
| Turno | Data               | Avversario              | Risultato          | Risultato          | Stadio                  | TV                 | Pubblico           |                    |
| Turno | Data               | Avversario              | Punteggio          | Record             | Stadio                  | TV                 | Pubblico           |                    |
| ----- | ------------------ | ----------------------- | ------------------ | ------------------ | ----------------------- | ------------------ | ------------------ | ------------------ |
| 1     | 8/9/2003           | @ Philadelphia Eagles   | V 17–0             | 1–0                | Lincoln Financial Field | ABC 9:00 p.m.      | 67,772             |                    |
| 2     | 14/9/2003          | Carolina Panthers       | S 12–9 DTS         | 1–1                | Raymond James Stadium   | FOX 4:05 p.m.      | 65,621             |                    |
| 3     | 21/9/2003          | @ Atlanta Falcons       | V 31–10            | 2–1                | Georgia Dome            | FOX 1:00 p.m.      | 70,871             |                    |
| 4     | Settimana di pausa | Settimana di pausa      | Settimana di pausa | Settimana di pausa | Settimana di pausa      | Settimana di pausa | Settimana di pausa | Settimana di pausa |
| 5     | 6/10/2003          | Indianapolis Colts      | S 38–35 DTS        | 2–2                | Raymond James Stadium   | ABC 9:00 p.m.      | 65,647             |                    |
| 6     | 12/10/2003         | @ Washington Redskins   | V 35–12            | 3–2                | FedExField              | FOX 1:00 p.m.      | 85,490             |                    |
| 7     | 19/10/2003         | at San Francisco 49ers  | S 24–7             | 3–3                | 3Com Park               | FOX 4:15 p.m.      | 67,809             |                    |
| 8     | 26/10/2003         | Dallas Cowboys          | V 16–0             | 4–3                | Raymond James Stadium   | FOX 1:00 p.m.      | 65,602             |                    |
| 9     | 2/11/2003          | New Orleans Saints      | S 17–14            | 4–4                | Raymond James Stadium   | FOX 1:00 p.m.      | 65,524             |                    |
| 10    | 9/11/2003          | @ Carolina Panthers     | S 27–24            | 4–5                | Ericsson Stadium        | FOX 1:00 p.m.      | 73,245             |                    |
| 11    | 16/11/2003         | Green Bay Packers       | S 20–13            | 4–6                | Raymond James Stadium   | FOX 4:15 p.m.      | 65,614             |                    |
| 12    | 24/11/2003         | New York Giants         | V 19–13            | 5–6                | Raymond James Stadium   | ABC 9:00 p.m.      | 65,648             |                    |
| 13    | 30/11/2003         | at Jacksonville Jaguars | S 17–10            | 5–7                | Alltel Stadium          | ESPN 8:30 p.m.     | 60,543             |                    |
| 14    | 7/12/2003          | @ New Orleans Saints    | V 14–7             | 6–7                | Louisiana Superdome     | FOX 1:00 p.m.      | 68,442             |                    |
| 15    | 14/12/2003         | Houston Texans          | V 16–3             | 7–7                | Raymond James Stadium   | CBS 1:00 p.m.      | 65,124             |                    |
| 16    | 20/12/2002         | Atlanta Falcons         | S 30–28            | 7–8                | Raymond James Stadium   | FOX 1:30 p.m.      | 65,572             |                    |
| 17    | 28/12/2003         | @ Tennessee Titans      | S 33–13            | 7–9                | The Coliseum            | FOX 1:00 p.m.      | 68,809             |                    |